# 토머스 베이즈
토머스 베이즈(영어: Thomas Bayes, IPA: [ˈtɒməs ˈbeɪz], c. 1701년 7월 1일 ~ 1761년 4월 7일)는 잉글랜드의 장로교 목사이다. 확률론의 베이즈 정리를 최초로 서술하였으며, 이는 훗날 베이즈 확률론의 시초가 되었다.

## 생애
1701년 경에 태어났다. 아버지는 장로교 목사 조슈아 베이즈(영어: Joshua Bayes)였다. 1719년에 에든버러 대학교에 입학하여, 논리학과 신학을 공부하였다.
1722년에 잉글랜드로 돌아와 잠시 런던에 있는 아버지 조슈아 베이즈가 소속된 교회에서 설교하다가, 1734년 켄트주 로열턴브리지웰스(영어: Royal Tunbridge Wells)의 마운트사이언 교회(영어: Mount Sion Chapel)로 이전하였다. 1752년 은퇴하였고, 1755년부터 병을 앓기 시작했다. 1761년 로열턴브리지웰스에서 병사하였다.

## 저서
베이즈는 생전에 두 권의 책을 출판하였다.
- 《신의 자비: 신의 섭리와 신의 정부의 주된 목표는 신의 피조물들의 행복임의 증명》(영어: Divine Benevolence, or an Attempt to Prove That the Principal End of the Divine Providence and Government is the Happiness of His Creatures, 1731년)
  - 신학에 대한 책.
- 《미분법 개론 및 〈해석학자〉의 저자의 비평에 대한 수학자들의 변명》(영어: An Introduction to the Doctrine of Fluxions, and a Defence of the Mathematicians Against the Objections of the Author of The Analyst, 1736년)
  - 아이작 뉴턴의 미적분학에 대한 책. 무명으로 출판되었다. 조지 버클리가 출판한 《해석학자》(영어: The Analyst)는 뉴턴의 미적분학을 무한소의 엄밀하지 못한 사용으로 비판하였는데, 베이즈는 이 책에서 뉴턴의 미적분학을 옹호하며, 버클리의 비판을 반박한다.

베이즈는 말년에 확률론에 관심을 갖게 되었다. 베이즈의 확률론에 대한 원고는 사후 베이즈의 벗 리처드 프라이스에게 전달되었고, 프라이스는 이를 정리하여 1763년에 〈확률론의 한 문제에 대한 에세이〉(영어: An Essay towards solving a Problem in the Doctrine of Chances)라는 제목으로 출판하였다. 베이즈 정리는 이 논문에서 등장한다.

## 같이 보기
- 베이즈주의 인식론
- 베이즈 추론
- 베이즈 네트워크
- 베이즈 통계학
- 주데아 펄

## 참고 문헌
1. ↑  Bayes, Thomas; Richard Price (1763). “An Essay towards solving a Problem in the Doctrine of Chances. By the late Rev. Mr. Bayes, F. R. S. communicated  by Mr. Price, in a letter to John Canton, A. M. F. R. S.” (PDF). 《Philosophical Transactions of the Royal Society of London》 (영어) 53: 370–418. doi:10.1098/rstl.1763.0053. 2011년 4월 10일에 원본 문서 (PDF)에서 보존된 문서. 2014년 8월 3일에 확인함.

- Stigler, Stephen (1982). “Thomas Bayes's Bayesian Inference”. 《Journal of the Royal Statistical Society, Series A》 (영어) 145: 250–258.
- Stigler, Stephen (1983). “Who Discovered Bayes's Theorem?”. 《The American Statistician》 (영어) 37 (4): 290–296.